# Lack of Communication
Albums de The Von Bondies
Raw and Rare
(2003)
Lack of Communication est le premier album du groupe américain de garage rock The Von Bondies, publié en 2001, par Sympathy For The Record Industry.

## Liste des chansons
Toutes les chansons sont écrites et composées par Jason Stollsteimer.
| No  | Titre                                        | Durée |
| --- | -------------------------------------------- | ----- |
| 1.  | Lack of Communication                        | 3:33  |
| 2.  | It Came From Japan                           | 2:11  |
| 3.  | Shallow Grave                                | 3:11  |
| 4.  | Going Down                                   | 1:54  |
| 5.  | Cass and Henry                               | 5:36  |
| 6.  | Nite Train                                   | 3:29  |
| 7.  | No Sugar Mama                                | 1:56  |
| 8.  | Cryin'                                       | 2:06  |
| 9.  | In the Act                                   | 3:03  |
| 10. | Please Please Man                            | 2:04  |
| 11. | Sound of Terror                              | 3:28  |
| 12. | Rock 'n' Roll Nurse / Bring It On Home to Me | 10:53 |